# Barry Fitzgerald
Barry Fitzgerald (1888. március 10. – 1961. január 14.) Oscar-díjas és Golden Globe-díjas ír színész.

## Élete
William  Joseph Shields néven született Dublinban. Öccse Arthur Shields néven szintén színész volt. Szobatársa volt a  szocialista ír drámaírónak Seán O’Caseynek. Első kisebb filmszerepét 1924-ben kapta, de csak 1929-től vált főállású színésszé. 1930-ban emlékezetes alakítást nyújtott az O’Casey színműből adaptált Juno és a pávában.
Hollywoodba is egy O’Casey darab filmfeldolgozása miatt érkezett 1936-ban: a John Ford rendezte Az eke és a csillagokban szerepelt. Forddal a későbbiekben is megmaradt a jó kapcsolata, a rendező több filmjében is szerepelt, mint a Hová lettél, drága völgyünk?ben vagy A nyugodt férfiben.
Fitzgerald pályafutása csúcsát a Leo McCarey rendezte A magam útját járom című zenés film jelentette, melyben egy idős katolikus papot, Bing Crosby kollégáját formálta meg. Alakításáért elnyerte az Oscar-díjat legjobb férfi mellékszereplő kategóriában. Érdekesség, hogy legjobb főszereplő kategóriában is jelölték - de ott Crosby nyert - így Fitzgerald a filmtörténelemben az egyetlen színész, akit egy szerepért két Oscarra is jelöltek. Az Akadémia később meg is változtatta a szabályt, hogy egy színész csak egy kategóriában legyen jelölhető.
1959-ben hazatért Dublinba, ahol két évvel később hunyt el szívinfarktusban.

## Fontosabb filmjei
- 1956 - A szállított viszony (The Catered Affair) - Jack Conlon
- 1954 - A nyugodt férfi (THe Quiet Man) - Michaleen Flynn
- 1948 - A meztelen város (The Naked City) - Dan Muldoon hadnagy
- 1944 - A magam útját járom (Going My Way) - Fitzgibbon atya
- 1941 - Tarzan titkos kincse (Tarzan's Secret Treasure) - O'Doul
- 1941 - Hová lettél, drága völgyünk? (How Green Was My Valley) - Cyfartha
- 1941 - Tengeri farkas (The Sea Wolf) - Cooky
- 1940 - Hosszú út haza (The Long Voyage Home) - Cocky
- 1938 - Párducbébi (Bringing Up Baby) - Aloysius Gogarty
- 1936 - Az eke és a csillagok (The Plough and the Stars) - Fluther Good
- 1930 - Juno és a páva (Juno and the Paycock) - Orátor

## Jelentősebb díjak és jelölések
Oscar-díj
- díj: legjobb férfi mellékszereplő - A magam útját járom (1945)
- jelölés: legjobb férfi főszereplő - A magam útját járom (1945)

Golden Globe-díj
- díj: legjobb férfi mellékszereplő - A magam útját járom (1945)

## Fordítás
- Ez a szócikk részben vagy egészben  a   Barry_Fitzgerald című angol Wikipédia-szócikk fordításán alapul.  Az eredeti cikk szerkesztőit annak laptörténete sorolja fel. Ez a jelzés csupán a megfogalmazás eredetét és a szerzői jogokat jelzi, nem szolgál a cikkben szereplő információk forrásmegjelöléseként.